# Aribert-Reimann-Stiftung
Die Aribert-Reimann-Stiftung ist eine Stiftung zur Förderung des zeitgenössischen Klavierliedes. Sie wurde 2006 auf Anregung von Aribert Reimann gegründet. Hierfür vergibt sie ein Stipendium, das sich an junge Komponisten wendet, deren Studienabschluss an einer deutschen oder internationalen Hochschule nicht länger als drei Jahre zurückliegt.
Mit dem Stipendium ist ein Auftrag für eine Komposition eines neuen Liederzyklus für die Besetzung Stimme und Klavier verbunden. Studierende der Klasse „Zeitgenössisches Lied“ der Universität der Künste Berlin sollen die Kompositionen uraufführen.

## Stipendiaten
- 2007: Sarah Nemtsov (* 1980)
- 2009: Saskia Bladt (* 1981); Jan Masanetz (* 1979)
- 2010: Christian Dieck (* 1982)
- 2011: Neele Hülcker (* 1987); Paul Leonard Schäffer (* 1987)
- 2013: Stefan Johannes Hanke (* 1984)